# Mochovce kärnkraftverk
Mochovces kärnkraftverk är ett kärnkraftverk i Slovakien. Kärnkraftverket har fyra reaktorer, varav tre är i drift.
Kraftverkets två första reaktorer är av VVER-typ och började byggas 1983. De togs i drift 1998 respektive 1999.
De två följande reaktorerna är av VVER-typ och började byggas 1987, bygget stoppades 1990, men återupptogs 2015. Den tredje reaktorn togs i drift 2022.

## Reaktorer
| Station    | Typ          | Netto- effekt | Byggstart             | Första kritikalitet | Första nätanslutning | Kommersiell drift |
| ---------- | ------------ | ------------- | --------------------- | ------------------- | -------------------- | ----------------- |
| Mochovce 1 | VVER-440/213 | 408 MWe       | 1983-10-13            | 1998-05-09          | 1998-06-04           | 1998-10-29        |
| Mochovce 2 | VVER-440/213 | 408 MWe       | 1983-10-13            | 1999-12-01          | 1999-12-20           | 2000-04-11        |
| Mochovce 3 | VVER-440/213 | 440 MWe       | 1987-01-27 2015-01-27 | 2022-10-22          | 2023-01-31           | -                 |
| Mochovce 4 | VVER-440/213 | 440 MWe       | 1987-01-27            | -                   | -                    | -                 |